# Kommunalwahlen in Finnland 2017
Die Kommunalwahlen in Finnland 2017 fanden am 9. April 2017 statt. 
Gewählt wurden die Gemeinde- bzw. Stadträte in 295 Kommunen in Finnland, mit Ausnahme Ålands. Die Amtszeit der Gewählten dauert vier Jahre und begann am 1. Januar 2018. Mehrere Gemeinden änderten vor den Wahlen die Größe ihrer Räte, sodass die Anzahl der Sitze von 9.674 auf 8.999 reduziert wurde.

## Meinungsumfragen
Die Umfrageergebnisse sind in der folgenden Tabelle in umgekehrter chronologischer Reihenfolge aufgeführt und zeigen die neueste zuerst. Die höchste Prozentzahl in jeder Umfrage wird fett dargestellt, und der Hintergrund wird in der Farbe der führenden Partei schattiert angezeigt. Die Tabelle zeigt das Datum, an dem die Umfrage durchgeführt wurde, nicht das Datum der Veröffentlichung.
| Datum             | Institut          | KOK               | SDP            | KESK   | PS     | VIHR   | VAS   | RKP    | KD    | Sonstige | Vorsprung |       |       |       |       |
| ----------------- | ----------------- | ----------------- | -------------- | ------ | ------ | ------ | ----- | ------ | ----- | -------- | --------- | ----- | ----- | ----- | ----- |
| Datum             | Institut          | 29.03.–04.04.2017 | Taloustutkimus | 18,8 % | 18,4 % | 18,6 % | 9,7 % | 12,9 % | 9,4 % | Sonstige | Vorsprung | 5,3 % | 5,1 % | 1,8 % | 0,2 % |
| 23.–30.03.2017    | TNS Gallup        | 19,7 %            | 19,3 %         | 18,9 % | 10,7 % | 11,9 % | 8,1 % | 4,8 %  | 3,9 % | 2,7 %    | 0,4 %     |       |       |       |       |
| 06.–28.03.2017    | Taloustutkimus    | 19,1 %            | 18,8 %         | 18,4 % | 10,3 % | 13,3 % | 8,3 % | 5,1 %  | 3,6 % | 3,1 %    | 0,3 %     |       |       |       |       |
| März 2017         | Accuscore         | 19,4 %            | 20,6 %         | 19,4 % | 8,8 %  | 11,5 % | 8,9 % | 5,1 %  | 3,7 % | 2,6 %    | 1,2 %     |       |       |       |       |
| 13.02.–10.03.2017 | TNS Gallup        | 19,0 %            | 19,9 %         | 19,6 % | 9,4 %  | 11,4 % | 9,1 % | 4,8 %  | 3,9 % | 2,9 %    | 0,3 %     |       |       |       |       |
| 24.02.–05.03.2017 | Tietoykkönen      | 17,8 %            | 20,0 %         | 18,6 % | 10,2 % | 12,1 % | 9,0 % | 4,6 %  | 4,4 % | 3,3 %    | 1,4 %     |       |       |       |       |
| 20.–27.09.2016    | Tietoykkönen      | 17,6 %            | 20,8 %         | 19,2 % | 10,0 % | 12,4 % | 8,3 % | 4,5 %  | 4,0 % | 3,2 %    | 1,6 %     |       |       |       |       |
| 28.10.2012        | Kommunalwahl 2012 | 21,9 %            | 19,6 %         | 18,7 % | 12,3 % | 8,5 %  | 8,0 % | 4,7 %  | 3,7 % | 2,6 %    | 2,3 %     |       |       |       |       |

## Wahlergebnis
| Partei            | Partei                                     | Stimmen   | Stimmen | Stimmen | Sitze  | Sitze |
| Partei            | Partei                                     | Anzahl    | %       | +/−     | Anzahl | +/−   |
| ----------------- | ------------------------------------------ | --------- | ------- | ------- | ------ | ----- |
|                   | Nationale Sammlungspartei (KOK)            | 531.599   | 20,7    | −1,2    | 1.490  | −245  |
|                   | Sozialdemokratische Partei Finnlands (SDP) | 498.252   | 19,4    | −0,2    | 1.697  | −32   |
|                   | Finnische Zentrumspartei (KESK)            | 450.529   | 17,5    | −1,1    | 2.824  | −253  |
|                   | Grüner Bund (VIHR)                         | 320.235   | 12,5    | +3,9    | 534    | +211  |
|                   | Basisfinnen (PS)                           | 227.297   | 8,8     | −3,5    | 770    | −425  |
|                   | Linksbündnis (VAS)                         | 226.626   | 8,8     | +0,8    | 658    | +18   |
|                   | Schwedische Volkspartei (RKP)              | 125.518   | 4,9     | +0,2    | 471    | −9    |
|                   | Christdemokraten (KD)                      | 105.551   | 4,1     | +0,4    | 316    | +16   |
|                   | Piratenpartei (PP)                         | 9.119     | 0,4     | +0,1    | 2      | +2    |
|                   | Kommunistische Partei Finnlands (SKP)      | 7.600     | 0,3     | −0,2    | 2      | −7    |
|                   | Feministische Partei (FP)                  | 6.856     | 0,3     | –       | 1      | –     |
|                   | Liberale Partei (Lib.)                     | 4.117     | 0,2     | –       | 5      | –     |
|                   | Unabhängigkeitspartei (IPU)                | 1.846     | 0,1     | ±0,0    | 2      | 2     |
|                   | Tierschutzpartei (EOP)                     | 1,795     | 0,1     | —       | 0      | –     |
|                   | Kommunistische Arbeiterpartei (KTP)        | 702       | 0,1     | ±0,0    | 0      | ±0    |
| Gesamt            | Gesamt                                     | 2.585.210 | 100,0   |         | 8.999  | −675  |
| Gültige Stimmen   | Gültige Stimmen                            | 2.570.768 | 99,4    |         |        |       |
| Ungültige Stimmen | Ungültige Stimmen                          | 14.442    | 0,6     |         |        |       |
| Wahlbeteiligung   | Wahlbeteiligung                            | 2.585.210 | 58,87   |         |        |       |
| Wahlberechtigte   | Wahlberechtigte                            | 4.391.558 | 100,0   |         |        |       |
| Quelle: Yle       |                                            |           |         |         |        |       |